# Mustafa Kizilcay
Mustafa Kizilcay (* 1955) ist ein türkisch-deutscher Universitätsprofessor für Elektrotechnik.
Sein Haupteinsatzgebiet ist die Universität Siegen, wo er seit 2004 arbeitet und dort auch das Institut für Elektrische Energieversorgung leitet. Zuvor war er bereits zehn Jahre Professor an der Fachhochschule Osnabrück, seinen Titel „Doktor-Ingenieur“ erhielt er im Jahr 1991 an der Universität Hannover.
Seine Bekanntheit erlangte er vor allem durch diverse Ernennungen, Auszeichnungen und Publikationen, darüber hinaus ist er Mitglied in einigen technischen Fachverbänden und Gremien, wie z. B. VDE, VDI oder IEEE.
1994 erhielt er den Literaturpreis der Energietechnischen Gesellschaft für die Veröffentlichung seines Werkes Low-Order Network Equivalents for Electromagnetic Transients Studies.
Zudem ist er seit einigen Jahren im Bereich der künstlerischen Fotografie tätig. Erstmals in Erscheinung getreten  in diesem Bereich ist er durch eine Ausstellung im Jahr 2011.